# ACD Potiguar
Associação Cultural e Desportiva Potiguar – brazylijski klub piłkarski z siedzibą w mieście Mossoró leżącym w stanie Rio Grande do Norte.

## Osiągnięcia
- Mistrz stanu Rio Grande do Norte: 2004
- Wicemistrz stanu Rio Grande do Norte: 2006
- Mistrz drugiej ligi stanu Rio Grande do Norte (Campeonato Potiguar da Segunda Divisão): 1981
- Torneio Inicio: 1979.
- Taça Cidade do Natal: 2008
- Torneio Natal/Mossoró: 1967
- Campeonato Mossoroense (19): 1951, 1952, 1953, 1954, 1955, 1957, 1964, 1965, 1966, 1968, 1969, 1971, 1973, 1975, 1976, 1980, 1985, 1986, 1987

## Historia
Associação Cultural e Desportiva Potiguar powstał 11 lutego 1945 na skutek fuzji dwóch miejscowych klubów - Esporte Clube Potiguar i Sociedade Desportiva Mossoró.
Obecnie klub występuje w pierwszej lidze stanu Rio Grande do Norte (Campeonato Potiguar).